# Бахожево
Бахожево (пол. Bachorzewo, нім. Bachen) — село в Польщі, у гміні Добжинь-над-Віслою Ліпновського повіту Куявсько-Поморського воєводства.
Населення — 270 осіб (2011).
У 1975-1998 роках село належало до Влоцлавського воєводства.

## Демографія
Демографічна структура станом на 31 березня 2011 року:
|          | Загалом | Допрацездатний вік | Працездатний вік | Постпрацездатний вік |
| -------- | ------- | ------------------ | ---------------- | -------------------- |
| Чоловіки | 135     | 24                 | 97               | 14                   |
| Жінки    | 135     | 32                 | 77               | 26                   |
| Разом    | 270     | 56                 | 174              | 40                   |